# Scamillus
Als Scamillus (lat. scamillus, das Bänkchen) wird ein in der antiken Architektur verwendetes bautechnisches Detail bezeichnet.
Er dient erstens dazu, Profile oder vorkragende Ornamentpartien am oberen oder unteren Rand von Bauteilen davor zu schützen, dass sie durch den Auflagerdruck wegbrechen. Hierfür wurde die obere oder untere Lagerfläche so gearbeitet, dass die eigentliche Auflagerfläche um einige Millimeter höher stehen gelassen wurde als die bruchgefährdeten Ornamentbereiche und Außenkanten.
Zweitens ließen sich durch diese nur als Fuge sichtbare Erhöhung Winkelabweichungen von der Horizontalen ausgleichen, die infolge der Kurvatur eines Bauwerks auftreten. Hierfür musste der Scamillus leicht keilförmig gearbeitet werden.
Daneben wird der Begriff noch in einer anderen Bedeutung verwendet: Vitruv (3.4.5) bezeichnet mit scamilli inpares („ungleiche Bänkchen“) ein Verfahren, um dem Stylobat eines Bauwerks eine gleichmäßige Kurvatur zu geben. Diese Textstelle gab Anlass zu unterschiedlichen Spekulationen. Erst vor einigen Jahren wurden am Fundament eines Bauwerks in regelmäßigen Abständen runde, unterschiedlich tiefe Einlassungen beobachtet, die anscheinend der Aufnahme solcher scamilli inpares dienten.